# Marabout (Afrique subsaharienne)
Pour les articles homonymes, voir Marabout.
 (novembre 2023).
Si vous disposez d'ouvrages ou d'articles de référence ou si vous connaissez des sites web de qualité traitant du thème abordé ici, merci de compléter l'article en donnant les références utiles à sa vérifiabilité et en les liant à la section « Notes et références ».
En Afrique subsaharienne, marabout est un terme d'origine arabe qui désigne deux réalités différentes : 
- soit, avec une connotation positive et flatteuse, un marabout musulman, qui renvoie à un responsable religieux soufi,
- soit, avec une connotation négative et péjorative, un sorcier ou un envoûteur auquel on prête des pouvoirs de voyance et de guérison ; parmi les marabouts, certains sont des manipulateurs psychiques qui prétendent pouvoir, moyennant finances, résoudre tout type de problème.

Cette dernière catégorie, que les musulmans considèrent comme étant des charlatans, prend des références culturelles à la fois dans l'islam, dans l'animisme, dans le christianisme, dans le vaudou, la religion yoruba, la magie, en un syncrétisme religieux qui varie d'ailleurs de l'un à l'autre.
La pratique du marabout est couramment appelée maraboutisme ou maraboutage, mais ce dernier terme a clairement une connotation négative et il est en général lié au « marabout charlatan ».
Le terme marabout vient de l'arabe : مَربوط [marbūṭ] ou مُرابِط [murābiṭ].

## Marabouts en Afrique subsaharienne

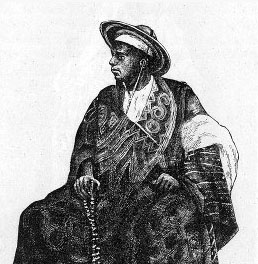
Marabout sénégalais (1890).

En Afrique subsaharienne, le marabout est un personnage important de la société. Il reçoit des cadeaux et des doléances de la population locale.

### Marabouts religieux islamiques
Certains marabouts fondent leurs techniques sur une lecture ésotérique du Coran. Ils mettent l'accent sur un système de numérologie assez similaire à celui de la kabbale, sur la lecture de certains versets, les bénédictions (faatia), et l'évocation de génies (djinns). Un marabout (arabe : مُرابِط) (translittéré : murabit) est un chef religieux musulman et un enseignant en Afrique de l'Ouest et au Maghreb.  Les marabouts sont souvent des érudits du Coran, certains d'entre eux sont des saints hommes errants qui vivent d'aumônes volontaires, des murshids, des professeurs de religion et des chefs de communautés religieuses soufies.  De manière générale, le marabout est une personne considérée comme particulièrement vertueuse à laquelle on attribue communément une certaine sainteté. Le même mot désigne le lieu où habite un marabout, un lieu semblable à un ermitage ou la tombe d'un marabout, qui fait l'objet d'une vénération populaire.  Les tombes de ces personnages sont devenues des centres de pèlerinage, puisque dans cet acte la barakah (bénédiction) du saint était reçue.  Les enfants sénégalais apprennent auprès des marabouts dans les écoles coraniques depuis le XIe siècle.

### Murshid
Murshid c'est le nom que portent souvent les maîtres spirituels dans le soufisme. Murshid (arabe : مُرْشِد, « guide ») est le nom que portent souvent les maîtres spirituels dans le soufisme. Le disciple s'appelle "murīd" (arabe: مُريد), l'aspirant, l'adhérent. Dans l'alévisme, murshid correspond au rang de chef spirituel. Murshid (arabe : مُرْشِد, « guide ») est le nom généralement donné aux professeurs spirituels dans le soufisme. Le disciple est appelé murid (arabe : مُريد), l'aspirant, l'adhérent. "Murshid" est un terme arabe désignant un guide ou un enseignant islamique. "Murshid" est un terme dérivé du mot "Rashid" et a la signification fondamentale d'un individu droit, sensible et mature. Particulièrement dans le soufisme, il est utilisé pour désigner un guide spirituel. Le terme est fréquemment utilisé dans les ordres soufis tels que les ordres Qadiriya, Chishtiya, Shadhiliya et Suhrawardiya. Le chemin du soufisme commence lorsqu'un étudiant (murid) prête serment d'allégeance ou bay'a (bai'ath) avec un guide spirituel (murshid). Lors de ce premier pacte d'alliance, l’étudiant doit prononcer la citation suivante du Coran (48:10): 
"En vérité, ceux qui vous prêtent allégeance ne s'engagent qu'à Allah. La main d'Allah est sur leurs mains."
La fonction du murshid est de guider spirituellement et d'instruire verbalement le disciple sur son chemin soufi, mais « seul celui qui arrive au bout du chemin est un guide spirituel au sens plein du terme arabe murshid».
Habituellement, un murshid est autorisé à être enseignant pour l'ordre tariqa (voie mystique). Toute tariqa soufi, a un "murshid", tout en étant le chef d'un ordre spirituel.
Au sein du soufisme, c'est la transmission de la lumière divine du cœur du murshid au disciple, qui surpasse toute autre source de connaissance et constitue la seule manière de progresser directement vers la divinité. Le concept de Murshid est important dans la plupart des tariqas, il voudrait que de la forme de préexistence à la prééternité, il restera toujours un Qutb ou homme universel sur la terre, qui serait la manifestation parfaite d'Allah, et sur les traces du prophète islamique Mahomet.

### Marabouts des religions traditionnelles
Un marabout (arabe : مَربوط) (français : Marabout) est une figure importante de la société tribale d'Afrique de l'Ouest. Le marabout reçoit des cadeaux et des plaintes de la population locale. Les marabouts sont considérés comme sages par leur peuple et disposent d’une grande autorité morale. Dans certaines nations d'Afrique subsaharienne, "marabou" est un terme courant pour désigner un sage, juge, prêtre, éducateur, gardien, conteur, transmetteur de mythes, de traditions et de savoirs comme la phytothérapie, la fabrication de potions magiques,  l'utilisation des plantes médicinales et des médecines alternatives.
Dans certains pays africains, les marabouts sont des personnages mystérieux et mystiques, à qui on attribue de multiples pouvoirs, sorte de chaman, ils font souvent office de conseillers auprès des villageois.
Au cœur de l'Afrique profonde, un marabout est un magicien ou sorcier qui revendique des pouvoirs de clairvoyance et de guérison. Dans le cadre de leurs rituels, les marabouts pratiquent des sacrifices d'animaux et fabriquent des talismans magiques.
Certains marabouts se prétendent médiums et disposent de pouvoirs spéciaux, en échange d'une petite somme d'argent, ils prétendent pouvoir résoudre tout type de problème, qu'il soit personnel, économique, de santé, etc.
Ils sont considérés comme des charlatans par certains chefs religieux des religions monothéistes abrahamiques. Cependant, bien que leurs pratiques magiques soient critiquées aussi bien par les chrétiens que par les musulmans, ces anciennes croyances et pratiques religieuses se sont poursuivies jusqu'à ce jour.
L'immigration africaine a apporté cette tradition en Europe et en Amérique du Nord, où certains marabouts vantent leurs services de guérisseurs et de diseurs de bonne aventure.
En Afrique subsaharienne, l'usage du terme « marabout » s'est répandu auprès des prêtres, chasseurs ou sorciers des religions africaines, qui avec leur magie prétendent pouvoir guérir diverses maladies.
Les marabouts exercent librement leurs pratiques, et comptent parmi eux des guérisseurs, des faiseurs de pluie, des sorciers et des diseurs de bonne aventure, qui se consacrent de préférence à la guérison, à la divination et à la prophétie.
Les marabouts utilisent un système de numérologie basé sur les lettres de l'alphabet arabe. Les marabouts, en lisant certains versets coraniques, confèrent des bénédictions et invoquent les djinns.

## Marabouts en Europe
Les marabouts pratiquent le syncrétisme religieux, ils donnent des conseils et protection en développant leurs propres remèdes d'influence animiste, créant diverses amulettes pour leurs adeptes. Bien qu'ils se consacrent à l’étude de l’Islam, l’orthodoxie islamique n’accepte pas facilement ses pratiques coutumières, ainsi que ce qu'ils représentent. L'explication que est habituellement donnée est que les marabouts perpétuent des pratiques telles que la (divination, voyance, guérison, etc.) considérées comme préislamiques et proches du paganisme. Selon les marabouts interrogés, ils fondent leurs techniques sur une connaissance ésotérique du sacré Coran, c'est-à-dire qu'ils s'appuient sur un système de numérologie similaire à celui utilisé par la Kabbale juive, en plus de la lecture de bénédictions et versets coraniques. Ils pratiquent un syncrétisme religieux, puisqu'ils donnent des conseils et offrent protection en préparant leurs potions magiques et leurs remèdes maison. Les marabouts disposent d'un groupe important de fidèles, qu'ils conseillent sur différentes questions liées à leur vie (religion, amour, santé, travail, abondance, prospérité, etc.), à toute heure du jour et la nuit, en échange de dons monétaires, qui constituent leur mode de vie le plus courant, toujours en accord avec les possibilités financières du client.

### Tracts de marabouts

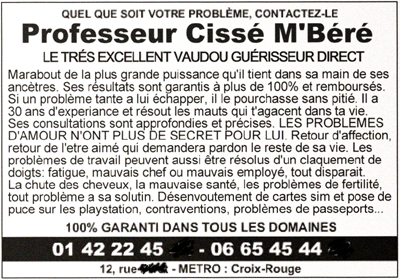